# Gueorgui Popov
Gueorgui Popov –en ruso, Георгий Попов– (27 de mayo de 2001) es un deportista ruso que compite en taekwondo. Ganó una medalla de plata en el Campeonato Mundial de Taekwondo de 2019, en la categoría de –54 kg.

## Palmarés internacional
| Campeonato Mundial | Campeonato Mundial       | Campeonato Mundial | Campeonato Mundial |
| Año                | Lugar                    | Medalla            | Categoría          |
| ------------------ | ------------------------ | ------------------ | ------------------ |
| 2019               | Mánchester (Reino Unido) | Medalla de plata   | –54 kg             |